# Atractus multidentatus
Atractus multidentatus là một loài rắn trong họ Colubridae. Loài này được Passos, Rivas & Barrio-Amorós mô tả khoa học đầu tiên năm 2009.